# Antecedentes de la guerra del Chaco
Las controversias sobre la soberanía del Chaco Boreal comenzaron con la antigüedad con la que Paraguay trazaba los límites administrativos en su territorio. Esto tendría sus consecuencias desde la independencia del Paraguay de la Corona Española en 1811; casi  inmediatamente se hicieron sentir las presiones portuguesas por anexionarse el territorio de la nueva república. A raíz de esto, el nuevo gobierno paraguayo comenzó  inmediatamente la construcción de fortalezas sobre el río Paraguay para contener el avance de los bandeirantes, mercenarios al servicio de la corona de Portugal. Una en particular fundada ya a fines de la colonia española y administrada desde Asunción del Paraguay (Fuerte Borbón, hoy Fuerte Olimpo) fue construida en el alto Chaco Boreal, donde desde entonces se asentaron las tropas paraguayas, efímero fue el fuerte de Itapacú ubicado en la "huella" o pista que iba desde Fuerte Olimpo hasta Santa Cruz de la Sierra pasando por la reducción de San Ignacio de Zamucos (también efímera y de jurisdicción muy imprecisa entre la Real Audiencia de Charcas y el Cabildo de Asunción.
Desde su independencia en 1825 Bolivia intentó hacer valer su derecho a partir del criterio del uri possidetis iuris de 1810 (el correspondiente al que encontró el primer movimiento emancipador exitoso en Hispanoamérica: la Revolución de Mayo) y al independizarse, reclamó el territorio de la Real Audiencia de Charcas, que comprendía el Chaco Boreal, entre otros territorios. Sin embargo España también había otorgado en tiempos coloniales jurisdicción al cabildo de Asunción del Paraguay en la región hasta los ríos Parapeti y Yaurú, por lo que evidentemente se solapaban las reclamaciones bolivianas y paraguayas en la región.

## Guerras previas en la región
- Guerra de la Triple Alianza.

Hasta finalizada la Guerra de la Triple Alianza en 1870, Paraguay reclamaba como límite occidental en el Chaco Boreal el del Yaurú (llamado Jauru en Brasil) o, en el caso mínimo, al río Negro que desembocaba aguas arriba de la Bahía Negra, estos límites exigidos al Brasil habían sido los del Virreinato del Río de la Plata con el Brasil Portugués a inicios del siglo XIX.
El referido río Negro, por otra parte, es el tramo inferior de un sistema fluvial que incluye a los bañados de Otuquis y al llamado, según sus tramos inferior, medio y superior, Bambural, río Tucava o río Tucavaca; éstos eran los límites nororientales que Paraguay le reclamaba a Bolivia.
Paraguay había perdido un tercio del territorio que reclamaba como propio en la Guerra de la Triple Alianza (1865–1870) cuando tuvo que enfrentarse a las fuerzas aliadas de Brasil, Argentina y Uruguay. En años de arduas batallas, los paraguayos perdieron más del 80% de su población adulta masculina.
Finalizada la guerra de la Triple Alianza en 1870, Paraguay y Argentina acordaron someter la disputa sobre parte del territorio del Chaco Boreal a un arbitraje, con propósito de evitar un reinicio de las hostilidades. Fue elegido árbitro el entonces presidente de los Estados Unidos Rutherford B. Hayes quien, el 23 de noviembre de 1878, falló a favor de Paraguay confirmando sus derechos sobre la región. De forma inmediata, Bolivia anunció su desacuerdo con el fallo, iniciándose así una larga batalla diplomática.
- Guerra del Pacífico.

Otro antecedente de la guerra puede buscarse en la pérdida de Bolivia del acceso al océano Pacífico durante la Guerra del Pacífico con Chile (1879–1883). Después de ceder el territorio a Chile, Bolivia buscó otro acceso al océano. El río Paraguay, que linda con el Chaco al este, es un río profundo y accesible a barcos que navegan por el océano. Bolivia deseaba tener un puerto de mar en el río Paraguay y para lograrlo necesitaba apoderarse del Chaco. La poca ocupación y explotación que se había hecho en el Chaco la hizo el Paraguay durante la década de los años veinte. En esa época llegó a Asunción  un grupo de inmigrantes menonitas a los que el gobierno paraguayo otorgó en 1928 territorios para colonizar dando inicio a la ocupación civil de la región. Además, los paraguayos habían construido puertos e instalaciones  sobre el río Paraguay para la producción de tanino para curtir cueros. De estas instalaciones  partían ferrocarriles de vía estrecha que penetraban al territorio chaqueño hasta el límite de los bosques para acarrear los árboles hacia los puertos.
- Guerra del Acre.

Tras la Guerra del Acre, Bolivia firmó con Brasil el Tratado de Petrópolis (1903). En tal tratado Bolivia cedía el territorio del Acre al Brasil y éste reconocía que el Chaco Boreal era una posesión boliviana.
El territorio del Acre pasó al dominio brasileño a cambio del pago de dos millones de libras esterlinas, y de la construcción del ferrocarril Madeira-Mamoré. Sin embargo es de notar que las «compensaciones territoriales» de Brasil a Bolivia eran por territorios que no habían estado sujetos a su administración ya que, en primer lugar Brasil le reconocía a Bolivia territorios supuestamente en el Mato Grosso que siempre —desde la colonia española— estuvieron fuera de toda jurisdicción portuguesa o brasileña; y en segundo lugar Brasil reconocía como boliviano a todo el Chaco Boreal, que  nunca había sido (ni siquiera en los papeles y pretensiones) un territorio brasileño (paradójicamente en 1925 y años posteriores, "rectificaciones" limítrofes entre Brasil y Bolivia fijaban los actuales límites geodésicos boliviano-brasileños hacia el sector norte de Chaco Boreal en el paralelo 18° 02' S y el meridiano 60° 05' O por lo cual Bolivia perdía los antiguos límites del alto río Iténez (o alto Guaporé), alto río Paraguay al norte del paralelo 18°S y el río Yaurú (la piedra miliar del Jauru/Yaurú establecida entre las posesiones hispanoamericanas y las brasileñas fijada en 1754 quedó desde entonces íntegramente en poder de Brasil junto con un territorio de más de 15.600 km²) recién con estas nuevas concesiones bolivianas Brasil obtuvo territorios chaqueños.

## Negociaciones fallidas
Desde la segunda mitad del siglo XIX se firmaron varios tratados entre Paraguay y Bolivia, en los que la mediación de otros países limítrofes buscó evitar el conflicto armado. Ninguno de ellos, sin embargo, tuvo efectos duraderos, ya que no lograron armonizar los intereses de ambas partes. Bolivia resucitó  antiguas reclamaciones de tierras que databan de la época colonial y que colocaban al Chaco bajo la soberanía del Virreinato del Perú luego heredado por Bolivia. El Paraguay basaba sus reclamos sobre el Chaco en la base de Reales Cédulas españolas del siglo XVI.
Varios fueron los tratados y protocoles que no pudieron ser ratificados por las dos partes, destacando los de:
- Tratado Decoud-Quijano, del 15 de octubre de 1879,
- Tratado Aceval-Tamayo, del 16 de febrero de 1887,
- Tratado Benítez-Ichazo, del 3 de agosto de 1894,
- Tratado Pinilla-Soler en 1907.
- Tratado Ayala-Mujía en 1913,

Paralelamente a las conversaciones diplomáticas, Bolivia comenzó en 1905 a asentar pequeños destacamentos, llamados "fortines", siguiendo la margen norte del río Pilcomayo, y por el otro hizo lo mismo hacia el río Paraguay, buscando controlar las escasas fuentes de agua dulce y potable en el Chaco como condición para hacer factible el control del territorio.
En esa oportunidad no se produjo ninguna reacción paraguaya, entre otras razones, por la inestable situación política del país. El Paraguay sufrió, desde 1904,  una sucesión de golpes de estado, revoluciones y guerras civiles. Las cuestiones territoriales ocuparon un segundo plano respecto al ordenamiento institucional.
Las negociaciones entre Bolivia y Paraguay duraron muchos años. El Paraguay ofreció permanentemente a Bolivia un puerto libre sobre el río Paraguay que le permitiera salir al Atlántico pero rechazando la ocupación boliviana del Chaco Boreal. Bolivia no se conformó con menos de la propiedad de toda la región. Para Bolivia, adueñarse del Chaco era motivo de orgullo nacional y necesidad económica. 
Para el Paraguay la situación era diferente. Al Paraguay le había llevado dos generaciones recuperarse de la devastación de la Guerra de la Triple Alianza. Perder otra porción grande de su territorio  lo reduciría  a tan sólo un tercio de lo que tenía cuando logró la independencia de España en 1811.

## Petróleo
Entre 1927 y 1928, técnicos de la compañía estadounidense Standard Oil, con sede central en Nueva Jersey, descubrieron petróleo en la zona occidental del Chaco, en las estribaciones andinas. Comenzó a sospecharse que los yacimientos se extendían hacia el este, ya en territorio paraguayo donde los derechos de exploración eran propiedad de la Royal Dutch Shell, empresa anglo-holandesa. Volvió a cobrar importancia la salida al río Paraguay ya que la Standard Oil no logró que la Argentina autorizara la construcción de un oleoducto por su territorio. 
La posibilidad de que el Chaco Boreal flotase sobre un mar de petróleo hizo que el presidente paraguayo José P. Guggiari adoptara una postura intransigente, negándose a negociar.[cita requerida] La crisis se agravó el 5 de diciembre de 1928, cuando hubo un enfrentamiento entre patrullas militares de ambos países. Una mediación de la Sociedad de Naciones no logró grandes resultados.

## Antecedentes cercanos
A fines de la década del veinte empezó una carrera de modernización del armamento entre los dos países en proporción a los recursos que cada país podía invertir. Eventualmente el ejército paraguayo comenzó a tomar posesión del territorio al oeste del río Paraguay, estableciendo pequeños fortines y tratando de encontrar y controlar las fuentes de agua dulce. Bolivia inició el mismo proceso. La situación era propicia para que, tras el encuentro de las fuerzas, se iniciaran abiertamente las hostilidades.
En 1928, tropas paraguayas tomaron el fortín boliviano Vanguardia mediante una violenta acción militar en la que murieron seis soldados bolivianos.  Tras incendiar  el fortín, se retiraron. La reacción boliviana no se hizo esperar. El ejército boliviano tomó a su vez el fortín paraguayo Boquerón. La Sociedad de Naciones declaró a Paraguay «país agresor», exigiendo la reconstrucción  del fortín boliviano a cambio del abandono de Boquerón por la parte boliviana.
En 1930, Bolivia contaba con una población de tres millones de habitantes, en comparación con una población de un millón del Paraguay. La economía boliviana, apoyada en sus ricas minas de plata y estaño, era tres veces superior a la economía paraguaya que se basaba en la ganadería y la agricultura.
En Bolivia, en 1931, resultó elegido Daniel Salamanca, un partidario de un nacionalismo orgulloso y agresivo, ansioso de sepultar en el olvido el poco brillante pasado militar de su patria.
El 15 de junio de 1932, el ejército boliviano, sin conocimiento del presidente Salamanca, ocupó y destruyó el fortín paraguayo Carlos A. López ubicado sobre la laguna Pitiantuta (que los bolivianos renombraron como Chuquisaca). Esta acción descolocó a Bolivia en el plano internacional. Un mes después el ejército paraguayo recuperó el fortín tras una breve escaramuza. Salamanca, debilitado en el frente interno, transformó esta acción paraguaya en un ataque a Bolivia y dio un paso decisivo hacia la guerra ordenando la captura, "en represalia", de tres fortines paraguayos. 
En el Paraguay, el presidente Eusebio Ayala, que asume el gobierno el 15 de agosto de 1932, tuvo que adoptar una posición firme por la presión de sus mandos militares.

## Asignación del área disputada en los mapas internacionales
Antes de la guerra, descartando las obras de ambos países, no había concordancia entre los distintos autores de mapas sobre a qué país pertenecía el área disputada. 
- 1. Algunos la asignaban en su totalidad a Bolivia.
- 2. Otros la asignaban en su totalidad a Paraguay.

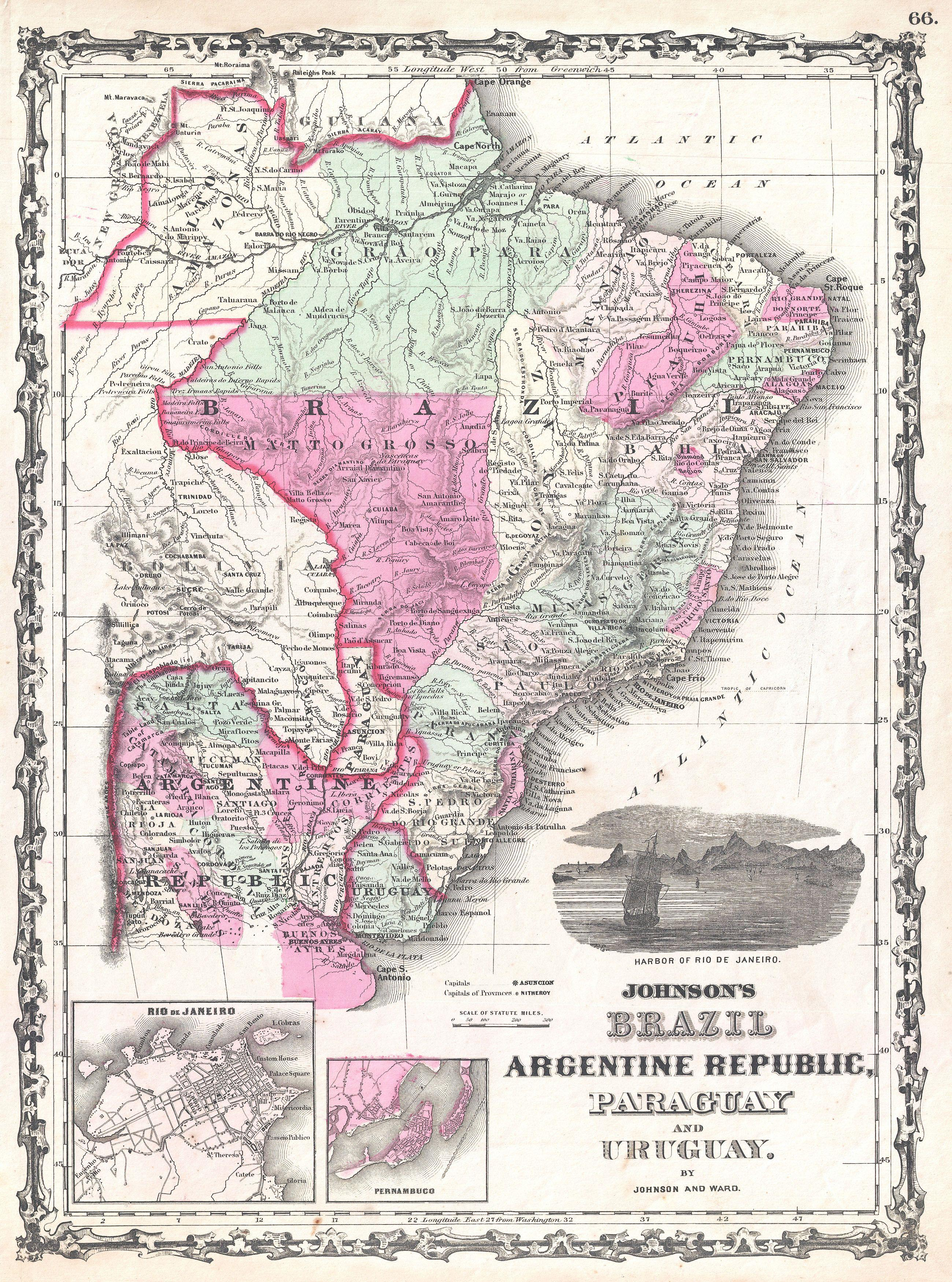
Mapa del año 1862 mostrando el límite de la forma 1.
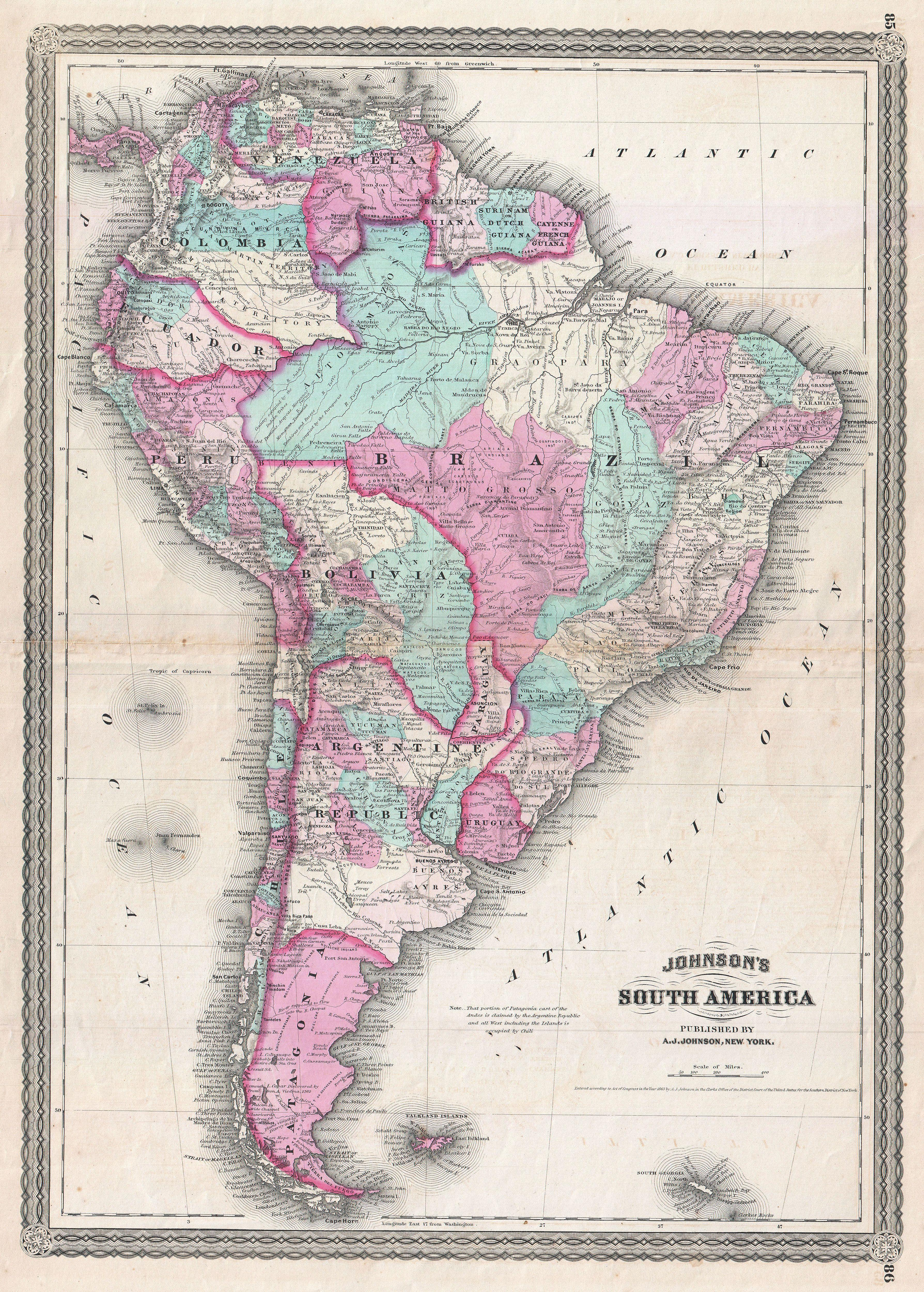
Mapa del año 1870 mostrando el límite de la forma 1.
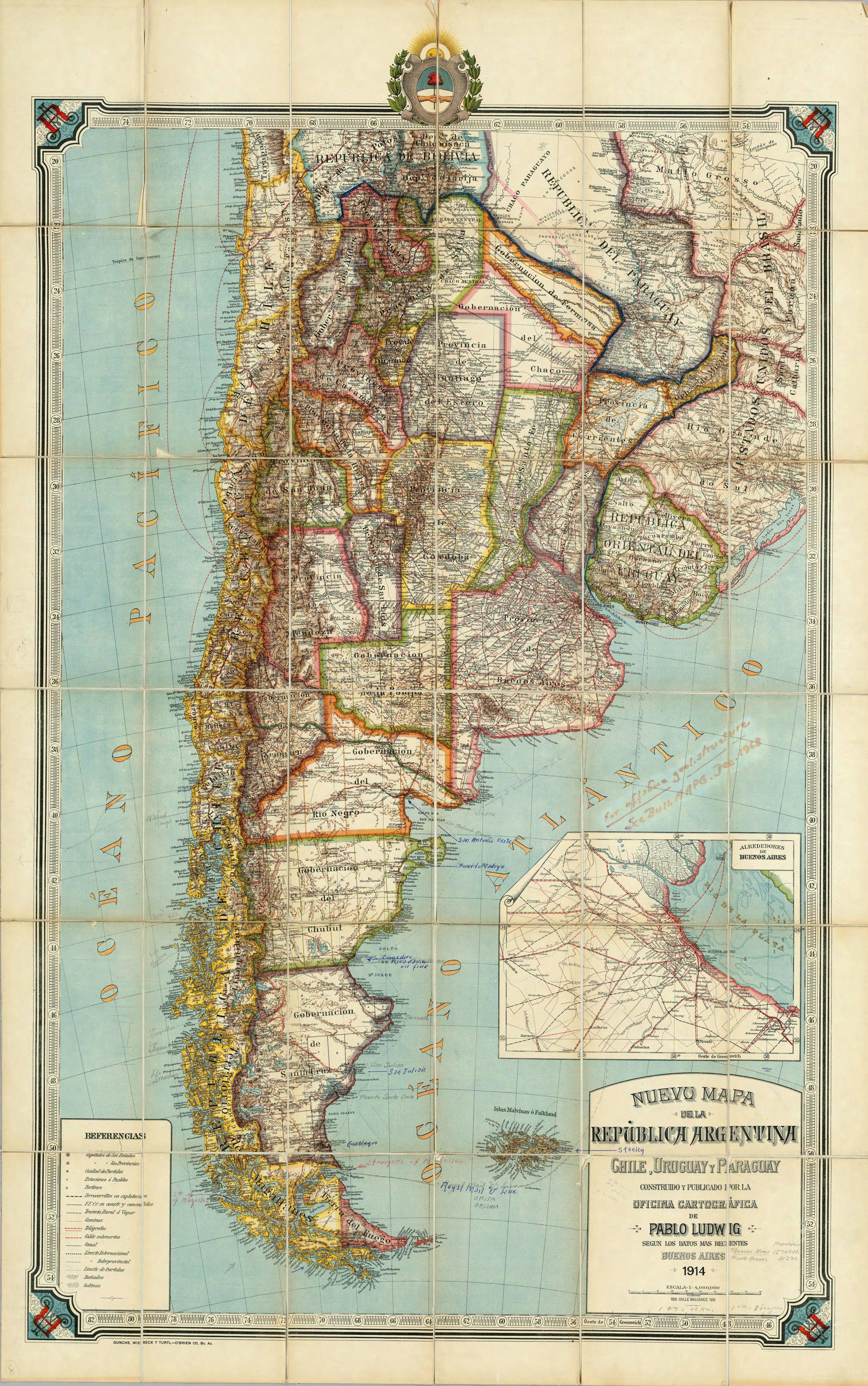
Mapa argentino del año 1914 mostrando el límite de la forma 2.

- 3. Otros partiendo de la línea limítrofe del paralelo 22°S entre la Argentina y Bolivia, la hacían prolongar hacia el este del río Pilcomayo, hasta llegar al río Paraguay, quedando del lado norte para Bolivia y del lado sur para la Argentina en algunos mapas anteriores al Laudo Hayes. Luego del Tratado Decoud-Quijano, del 15 de octubre de 1879 el lado sur quedó para el Paraguay, y la frontera se acordó en el paralelo de la boca del río Apa. Esta última forma de presentar el límite era frecuente en las últimas décadas del siglo XIX.

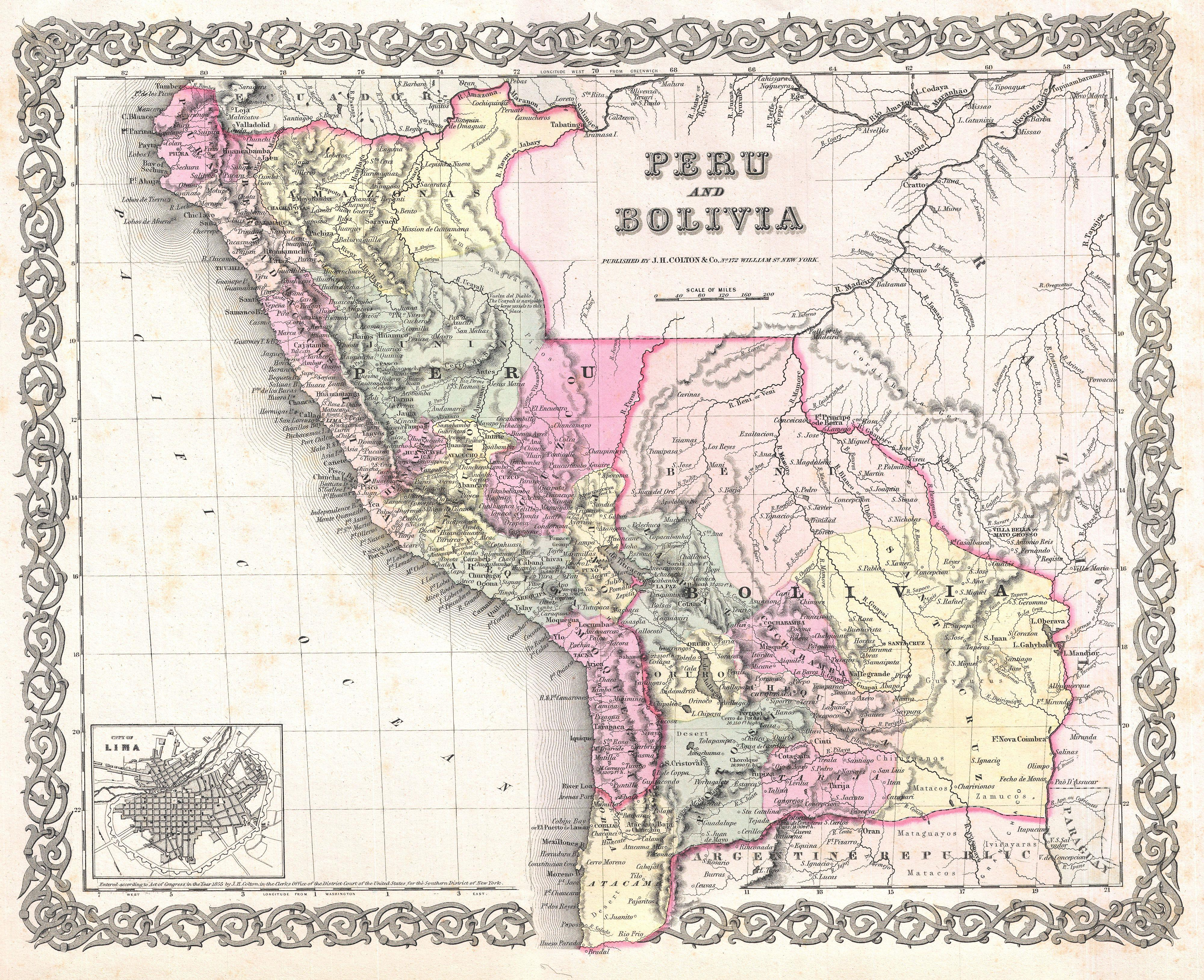
Mapa de 1855 mostrando el límite de la forma 3 (antes del laudo Hayes, con sector sur para la Argentina).
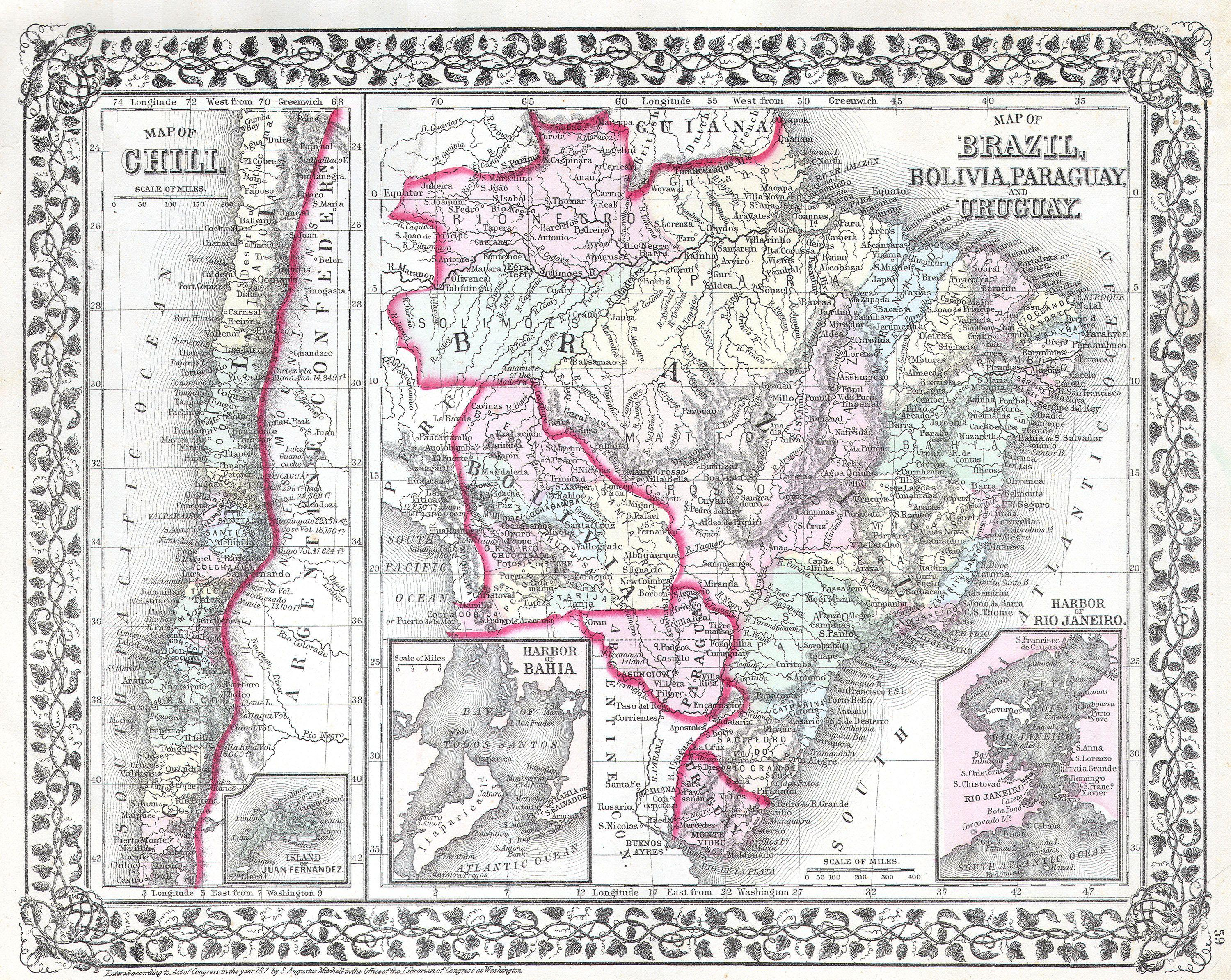
Mapa del año 1874 mostrando el límite de la forma 3 con la frontera con Argentina sobre el río Bermejo.
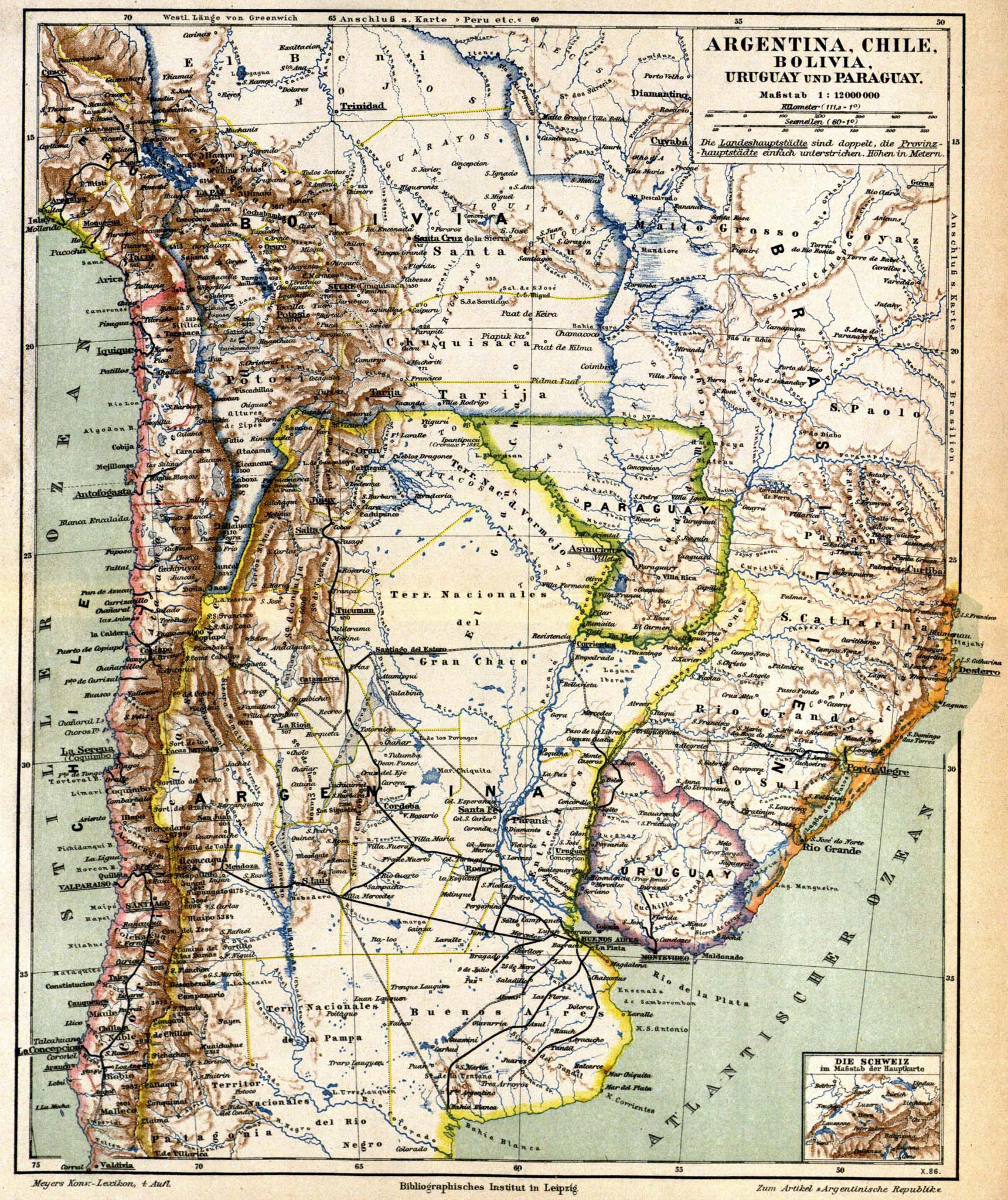
Mapa de 1885-90 mostrando el límite de la forma 3 luego del laudo Hayes.
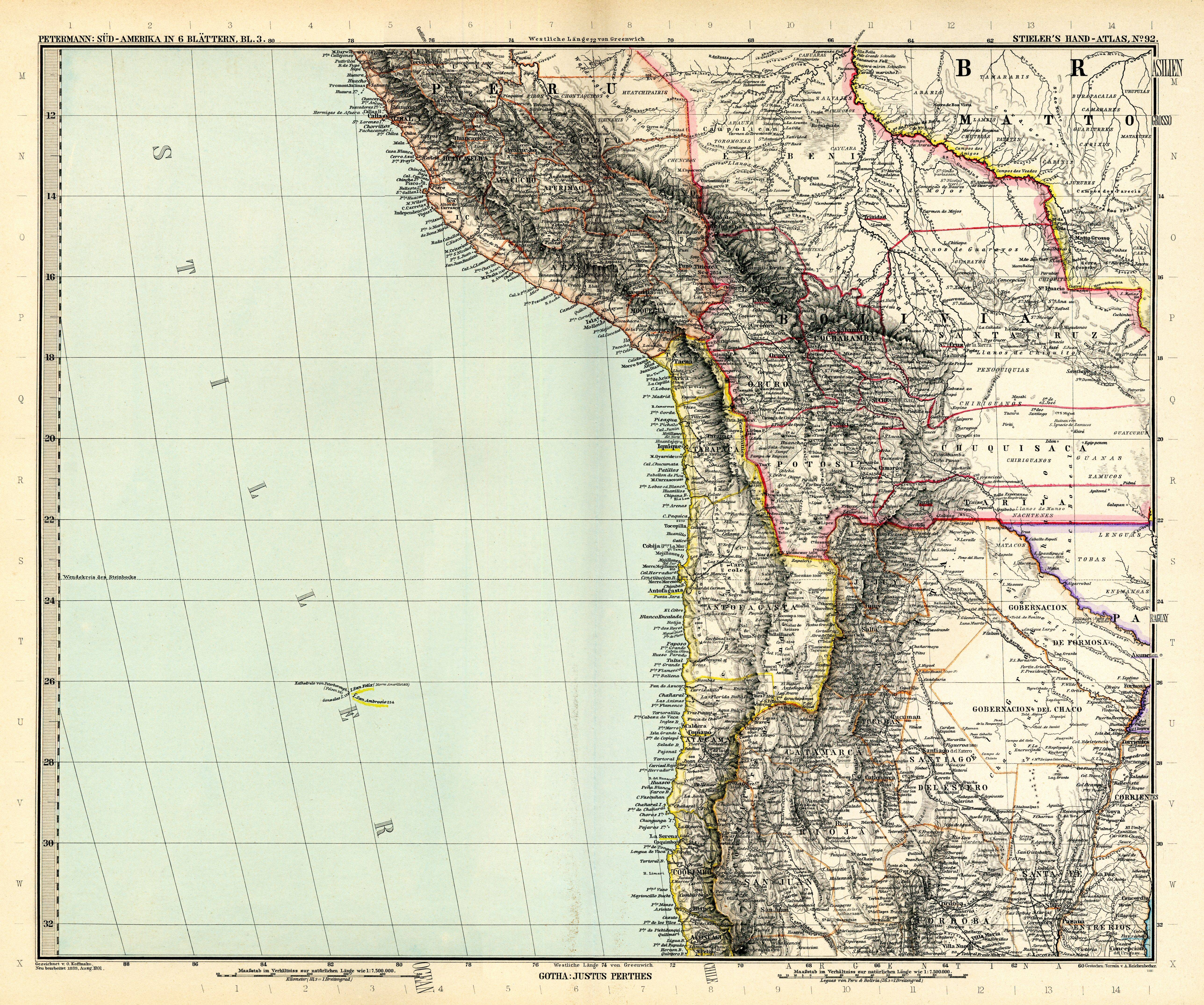
Mapa de 1891 mostrando el límite de la forma 3 luego del laudo Hayes.
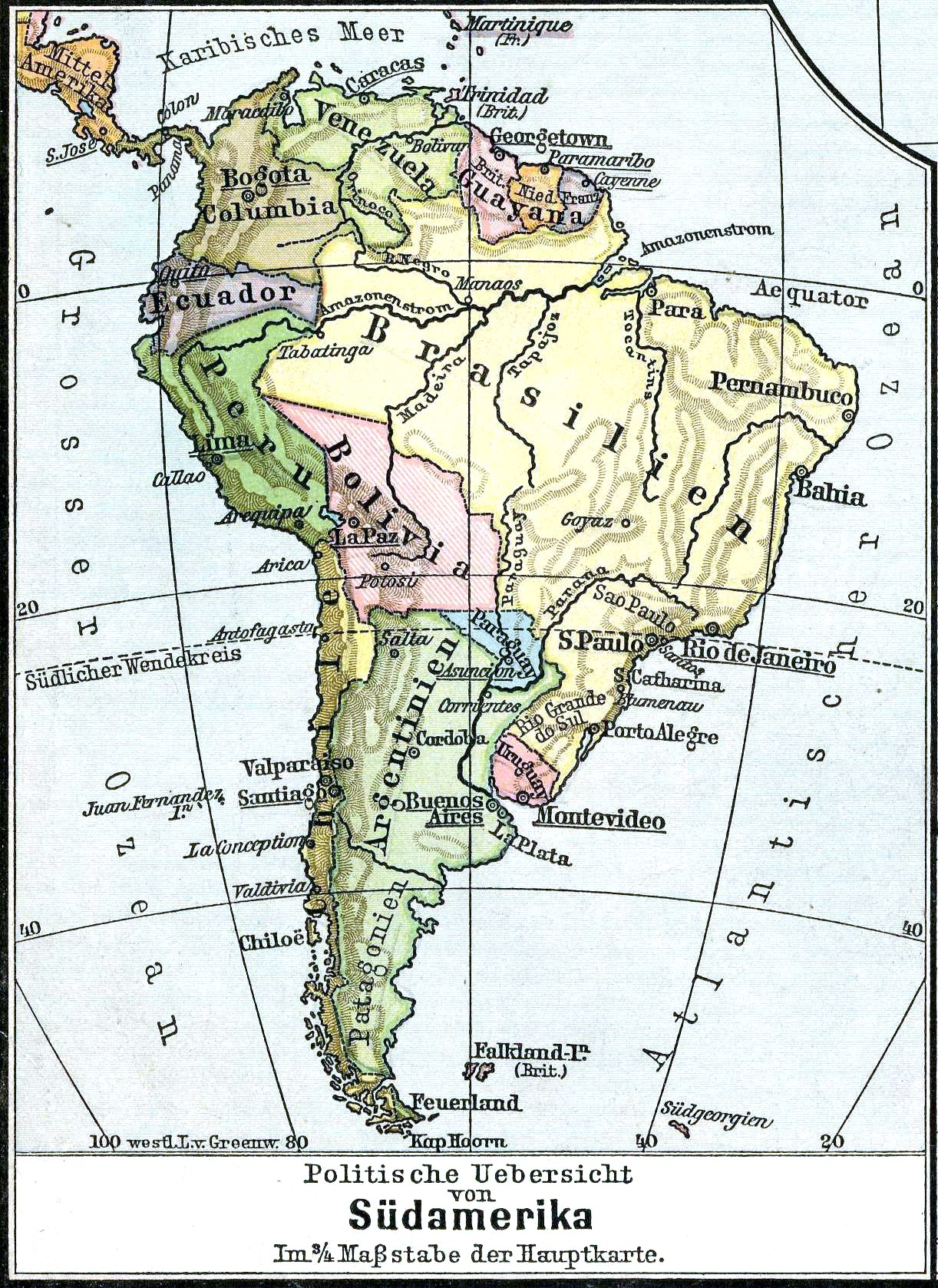
Mapa de 1891 mostrando el límite de la forma 3 luego del laudo Hayes
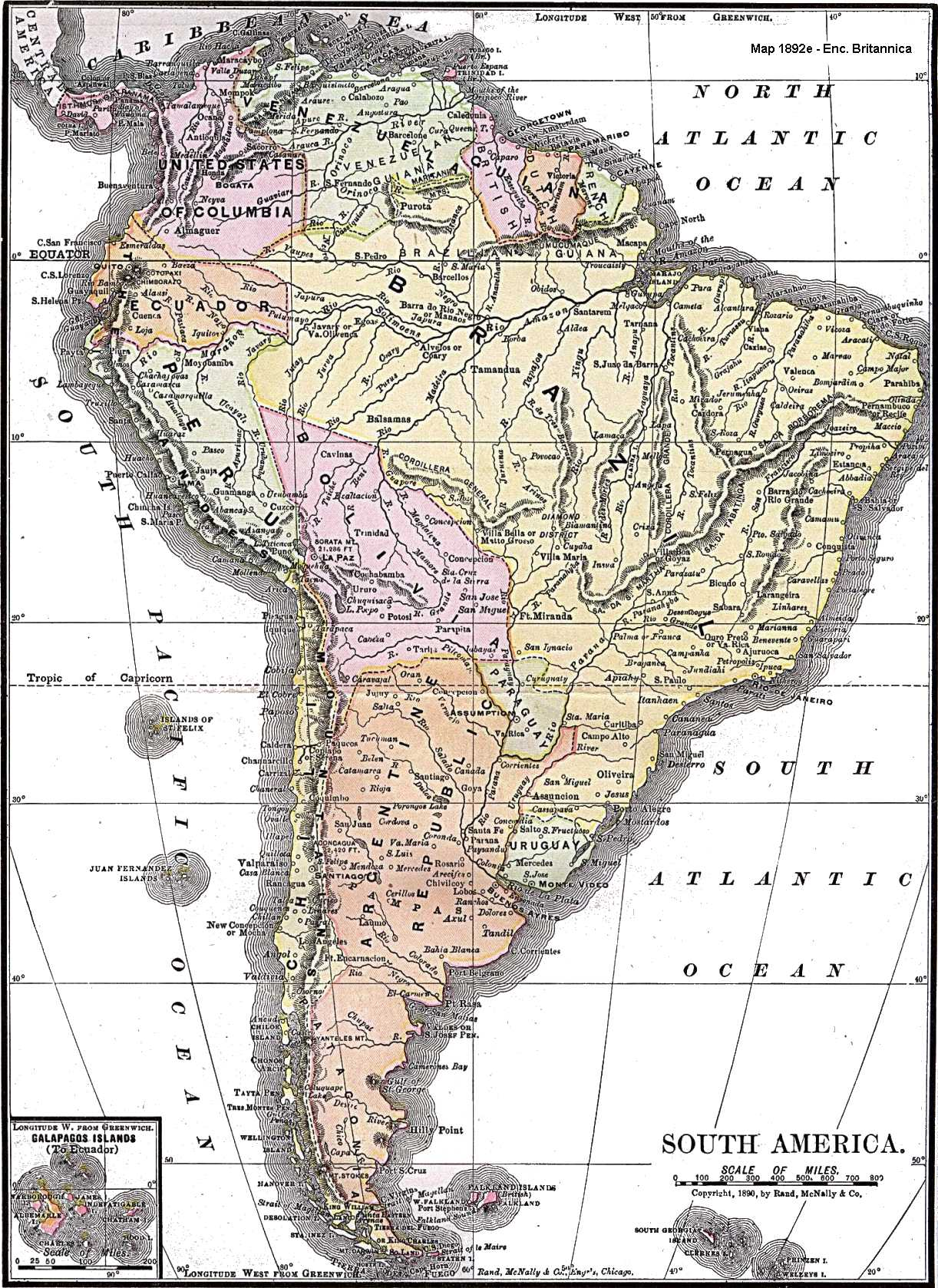
Mapa de 1892 mostrando el límite de la forma 3 luego del laudo Hayes

- 4. Otros, partiendo desde el punto en que se unen el meridiano 61º28'O con el río Pilcomayo, trazaban una diagonal con destino noreste hasta llegar al río Paraguay a 15 km al norte de Fuerte Olimpo, según lo acordado entre ambos países en el Tratado Benítez-Ichazo, del 23 de noviembre de 1894. Esta forma de presentar el límite era frecuente en las primeras décadas del siglo XX.

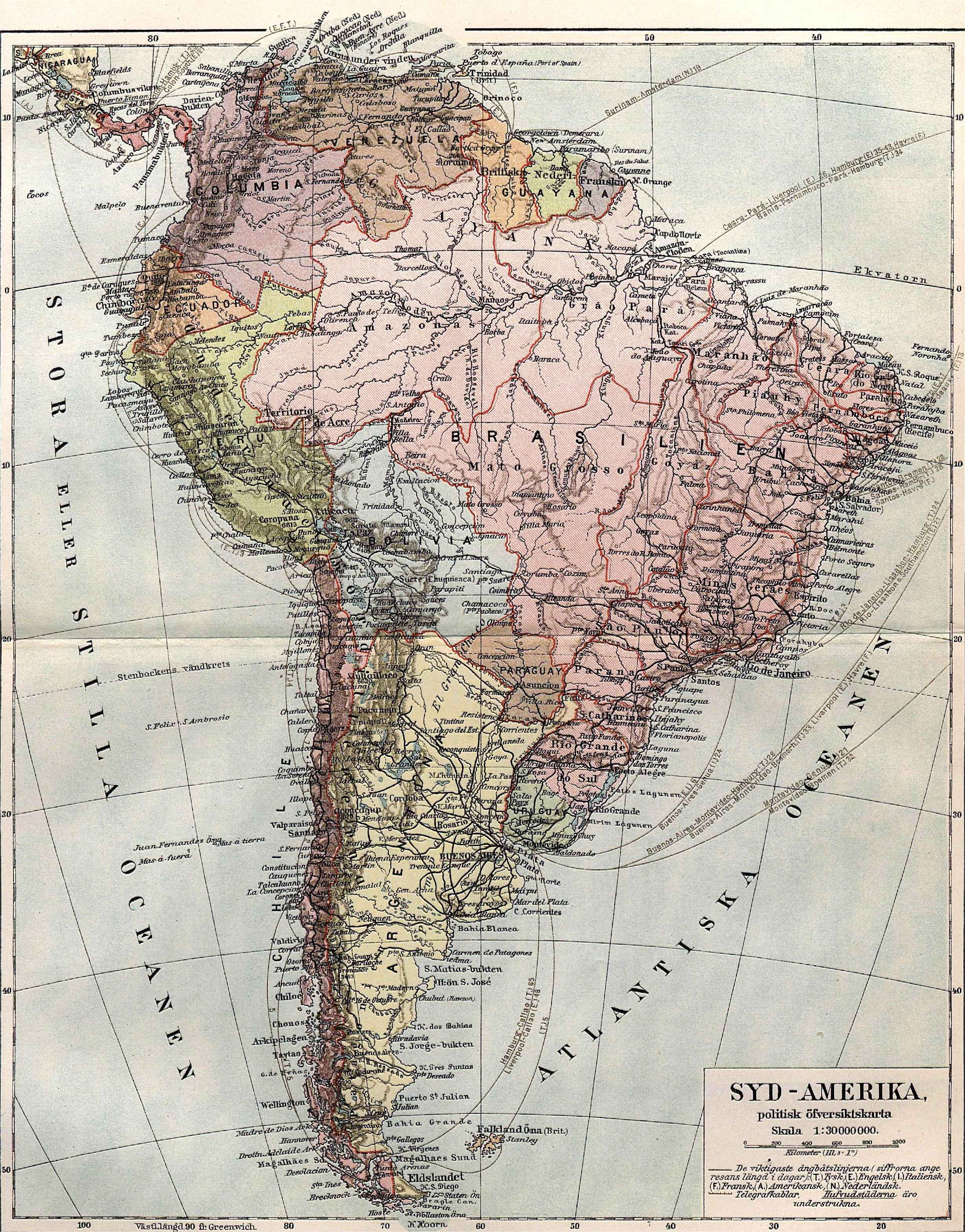
Mapa alemán de América del Sur del año 1904, mostrando el límite de la forma 4.
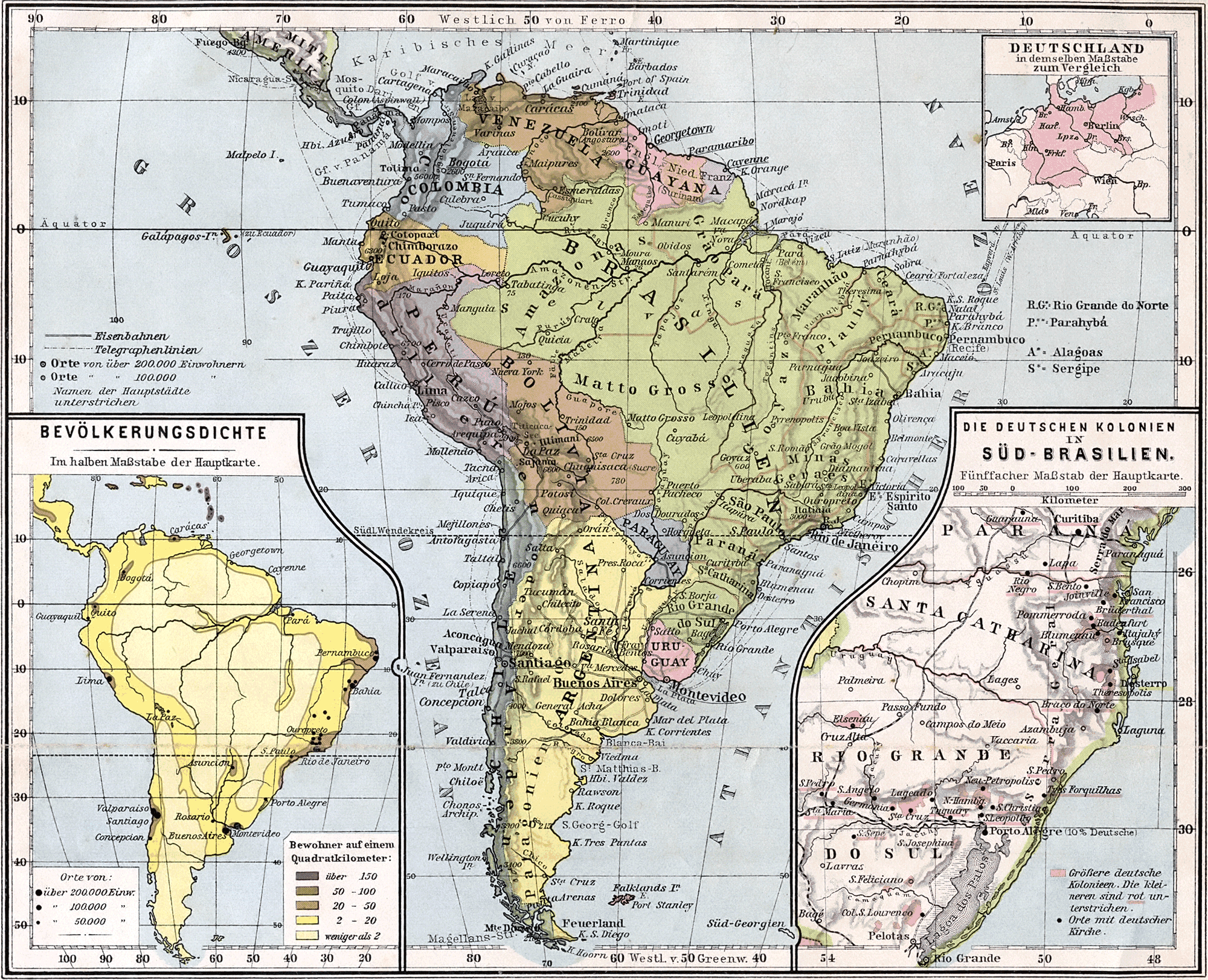
Mapa alemán de América del Sur del año 1905, mostrando el límite de la forma 4.
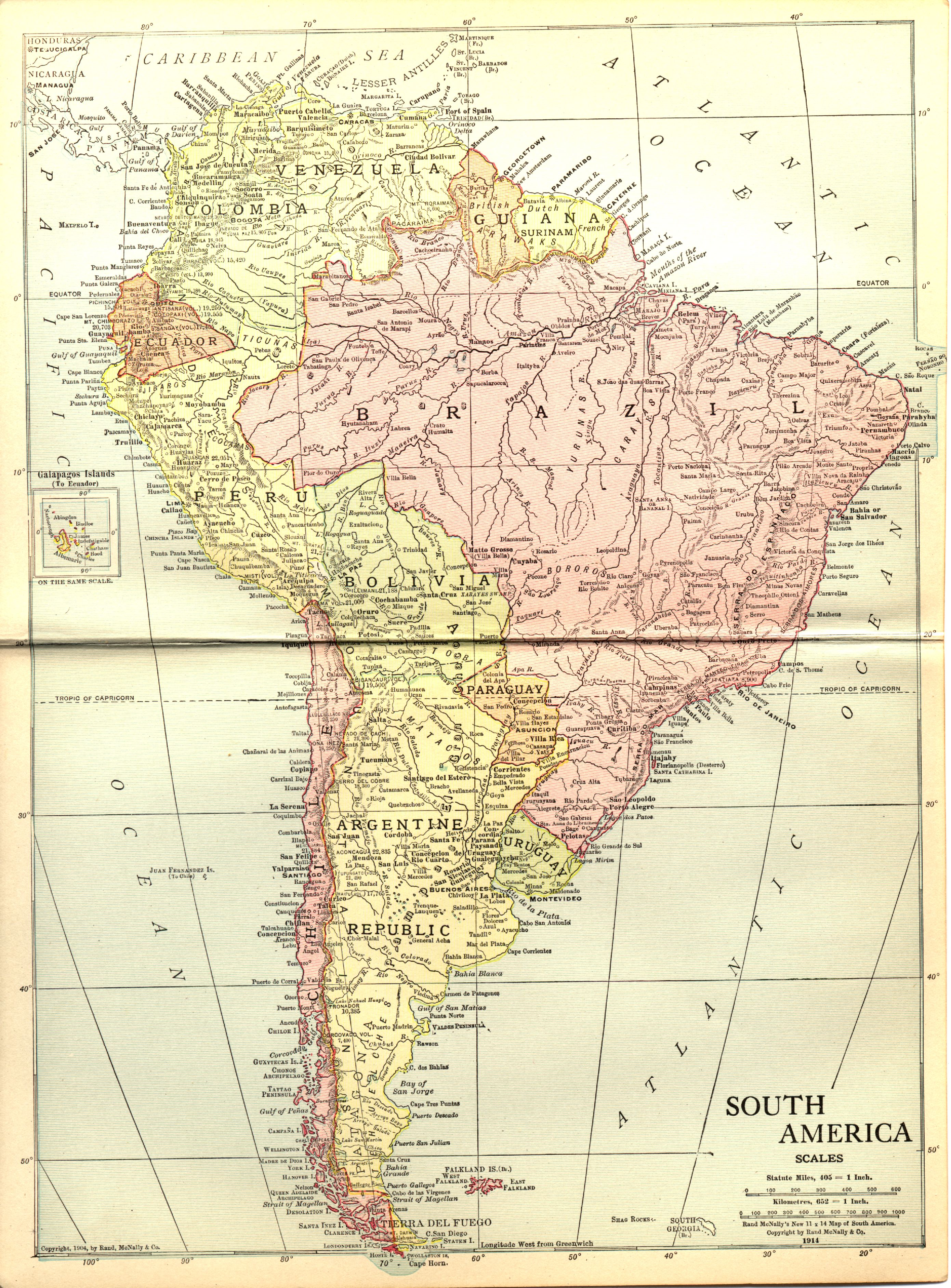
Mapa de América del Sur del año 1914, mostrando el límite de la forma 4.
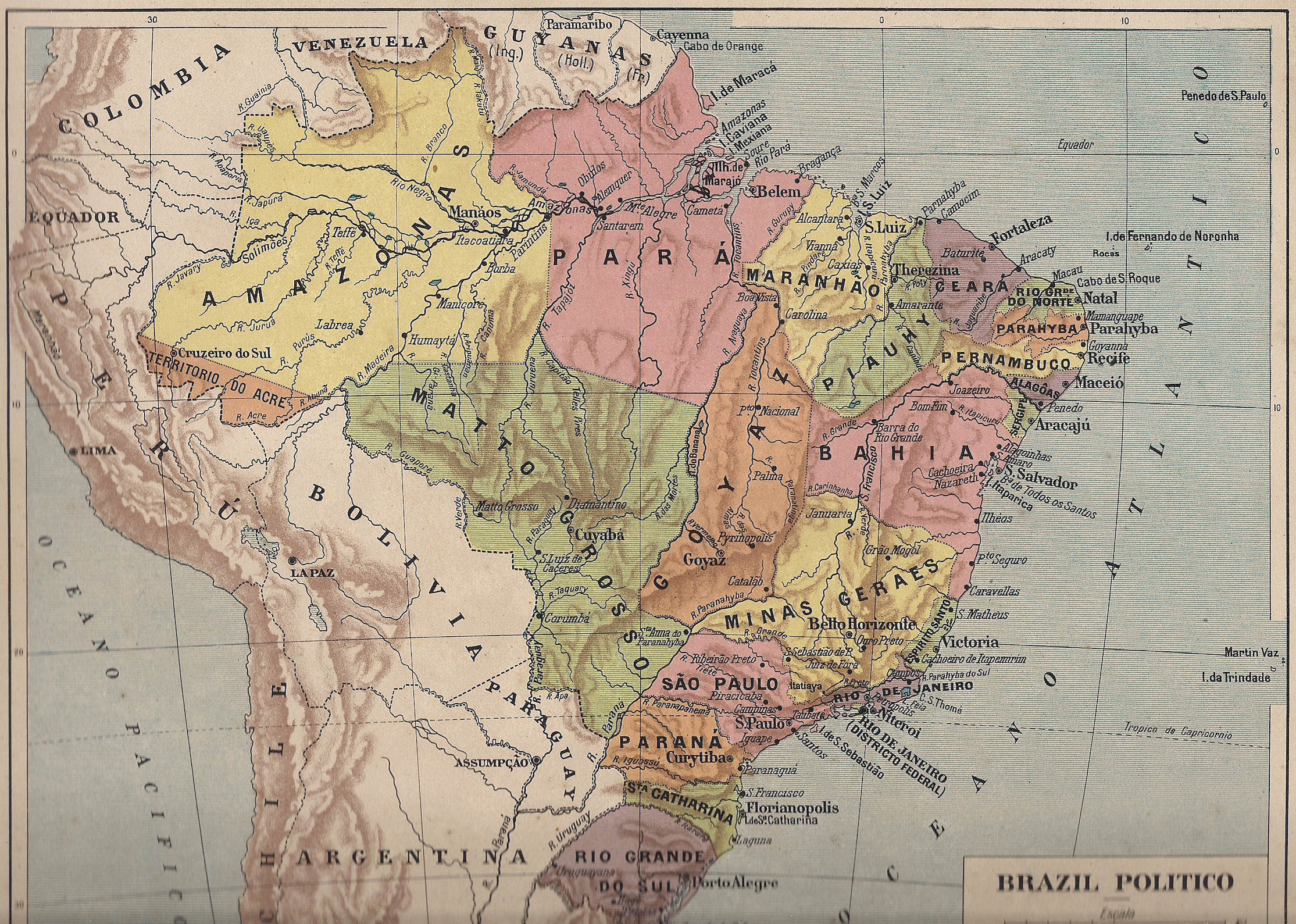
Mapa brasileño de América del Sur del año 1922, mostrando el límite de la forma 4.